# Артеріальна гіпотензія
Артеріа́льна гіпоте́нзія — стан, який визначається зниженням систолічного артеріального тиску нижче 90 мм ртутного стовпа, діастолічного — нижче 60 мм рт. ст. Іноді цей стан може бути в основі самостійної хвороби (гіпотоні́чна хворо́ба, гіпотензія ідіопатична), а також може бути симптомом інших захворювань.
Відокремлене зниження діастолічного тиску, наприклад у разі недостатності півмісяцевих клапанів аорти або при тиреотоксикозі, не прийнято називати артеріальною гіпотензією. Зниження артеріального тиску тільки на одній руці (як, наприклад, за хвороби Такаясу) також не слід відносити до гіпотензії, оскільки остання передбачає системне (загальне) зниження артеріального тиску, точніше — зниження центрального артеріального тиску.
За нижню межу норми для дорослих до 25 років береться артеріальний тиск, рівний 90/60 мм рт. ст., для вікової групи 25...40 років — відповідно 100/65 мм рт. ст., у здорових жінок молодого і середнього віку нижня межа артеріального тиску в середньому на 5 мм рт. ст. нижче, ніж у здорових чоловіків цього віку. Цілком припустимо вважати, що нижня межа норми для діастолічного артеріального тиску з віком істотно не змінюється (не вище 65...70 мм рт. ст.). Для визначення нижньої нормальної межі систолічного тиску в осіб 50 років і старше, пропонується до віку обстежуваного додавати 50...55.

## Первинна та вторинна гіпотензія
Вирізняють первинну та вторинну артеріальні гіпотензії.
- Первинна (есенціальна) гіпотензія проявляється в двох варіантах — як конституціонально-спадкова або «фізіологічна» гіпотензія у зовсім здорових людей з низьким АТ, та як хронічне захворювання (гіпотонічна хвороба), яке відзначається слабкістю, запамороченнями, головним болем, сонливістю, схильністю до ортостатичних реакцій, млявістю, непритомністю, підвищеною термо- та барочутливістю.
- Вторинна, або симптоматична, артеріальна гіпотензія спостерігається при деяких інфекційних захворюваннях, хворобі Аддісона, мікседемі, анемії, гіпоглікемії, виразковій хворобі, новоутвореннях, гострих та хронічних гепатитах, цирозі печінки і т. д.

За МКХ-10:
- ідіопатична (первинна, есенціальна) артеріальна гіпотензія;
- ортостатична артеріальна гіпотензія;
- артеріальна гіпотензія, викликана ліками;
- артеріальна гіпотензія неуточненої етіології .

## Механізм розвитку
Артеріальна гіпотензія за перебігом розвитку, тривалістю, клінічними проявами — симптом вкрай неоднорідний. Зустрічається чимало випадків, особливо серед молодих людей, коли артеріальна гіпотензія є єдиною аномальною ознакою і не супроводжується ніяким іншим розладом. Ці випадки оцінюють як варіант норми. Під час невибіркового масового виміру артеріального тиску серед людей у віці 20...30 років, артеріальна гіпотензія реєструється у 5...7 % осіб, близько третина з них припадає на фізіологічну гіпотензію.
У більшості випадків, однак, артеріальна гіпотензія є патологічним виявом.[джерело?] В одних випадках артеріальний тиск знижується швидко — це різні варіанти патологічної гострої артеріальної гіпотензії, в інших — гіпотензія зберігається тривалий час із чергуванням періодів поліпшення і погіршення — це хронічна артеріальна гіпотензія. Коли артеріальна гіпотензія чітко виступає як симптом якогось певного захворювання, її відповідно називають вторинною, або симптоматичною. На відміну від неї вирізняють первинну (есенційну) гіпотензію — нейроциркуляторну гіпотонію — своєрідну форму неврозу.[джерело?] Виокремлюють також особливу форму артеріальної гіпотензії — ортостатичну — різке зниження артеріального тиску, переважно систолічного, при швидкому переході людини з горизонтального положення у вертикальне.
З біофізичної точки зору знижений артеріальний тиск може бути наслідком зменшення ударного і хвилинного викиду серця, зниження периферичного опору судин, скорочення ОЦК, зменшення венозного повернення крові до серця.
Одним із призвідників пониження тиску, може бути спадкова схильність до цього захворювання, проте наявність хвороби у родичів не обов'язково передбачає прояви у наступного покоління.[джерело?]
Зміни зазначених основних чинників гемодинаміки можуть виявлятися ізольовано або в поєднаннях. До пониження системного артеріального тиску можуть призводити й інші фактори: звуження аорти (вроджена гіпоплазія аорти), зниження в'язкості крові, але вони зустрічаються рідше і відіграють меншу роль.
Артеріальна гіпотензія внаслідок зменшення ударного і хвилинного викиду крові виникає за важких уражень міокарда (інфаркт міокарда, міокардит, кардіоміопатії, важких форм аритмій, передозування β-адреноблокаторами та ін.). Зниження периферичного опору судин на рівні артеріол — прекапілярів обумовлює виникнення артеріальної гіпотензії при колапсі інфекційного або токсичного походження. Близькою за гемодинамічним механізмом є гіпотензія під час анафілактичного шоку. Зовнішня або внутрішня кровотеча (гостра гастродуоденальна, кишкова, розрив селезінки, розрив аневризми аорти, розшаровувальна аневризма аорти) викликає артеріальну гіпотензію у підсумку зменшення ОЦК. При швидкому витяганні асцитичної рідини, гіпотензія є наслідком різкого зменшення венозного припливу крові до серця через затримку значної частини ОЦК в розширених дрібних судинах черевної порожнини.
При різних формах хронічної артеріальної гіпотензії, найчастіше виявляються функціональні порушення вищих вегетативних центрів судинної регуляції; в ряді випадків встановлюються зниження функції ренін-ангіотензинового механізму регуляції артеріального тиску, чутливості судинних рецепторів до катехоламінів, нестача кортикостероїдних гормонів і перш за все альдостерону під час хвороби Аддісона або при амілоїдозі надниркових залоз.
Ортостатичний синдром може виникати внаслідок порушення барорефлекса на різних рівнях при органічному ураженні і захворюваннях нервової системи:
- аферентна частина дуги може потерпати у разі спинної сухотки, хронічного алкоголізму, В12-дефіцитної анемії, при спадковому синдромі Холмса-Ейді (різке зниження сухожильних рефлексів на кінцівках, однобічне ослаблення зіничних рефлексів);
- еферентна частина дуги барорефлексу, може бути порушена при травмі спинного мозку, пухлинному ураженні симпатичного ланцюжка постгангліонарних нервів (за гострої і хронічної полінейропатії).

Ортостатична гіпотензія під час демпінг-синдрому, виникає внаслідок надлишку брадикінінів, що дають потужну судинорозширювальну дію. Приймання їжі сприяє вивільненню кінінів з підшлункової залози, дванадцятипалої і тонкої кишки. Брак кініназ (абсолютний чи відносний) викликає синдром гіперкінінізму з поширеною судинорозширювальною реакцією, що обумовлює артеріальну гіпотензію й інші ознаки демпінг-синдрому. Описано і рідкісний спадковий синдром гіперкінінізма (Struter та ін.).
Хоча в більшості випадків ортостатичної гіпотензії вона є симптомом різних захворювань, зрідка зустрічається так би мовити самостійна, первинна форма цієї хвороби. На відміну від різних варіантів симптоматичної артеріальної гіпотонії розглянута форма ідіопатичної ортостатичної гіпотензії не супроводжується рефлекторною тахікардією при переході хворого в ортостаз, через це її називають також асимпатикотонічною ортостатичною гіпотензією. Припускають, що в основі захворювання лежить первинна дегенерація нейронів бокових стовпів спинного мозку. Ця форма відрізняється стабільним перебігом, повільно або зовсім не прогресує.
Артеріальна гіпотензія (гостра і хронічна) зустрічається під час дуже багатьох захворювань. За різними даними, цей симптом виявляється у 15—25 % хворих терапевтичних та інфекційних відділень.[джерело?] Для практичної роботи лікаря істотно знати захворювання, за яких артеріальна гіпотензія зустрічається досить часто, оскільки це має значення не тільки для уточнення діагнозу, але й для планування і коригування системи лікувальних заходів.

## Диференціальна діагностика
Встановлення факту зниженого артеріального тиску (гіпотензії) вимагає подальшого обстеження за певною системою, оскільки цей поширений симптом зустрічається і у здорових людей, і за різних захворювань, і як найважливіший прояв самостійної нозологічної форми. В інтересах діагностики перш за все треба користуватися єдиною класифікацією.
Класифікація гіпотензивних станів:
1. Фізіологічна гіпотензія:
  1. Гіпотензія як особливий варіант норми.
  2. Гіпотензія підвищеної тренованості (у спортсменів).
  3. Гіпотензія адаптивна (у жителів високогір'я, тропіків і субтропіків).
2. Патологічна гіпотензія:
  1. Ідіопатична гіпотензія (первинна, есенціальна) (I95.0):
    1. З нестійким перебігом.
    2. Виражена форма зі стійкими проявами (гіпотонічна хвороба).

  2. Ортостатична гіпотензія.
3. Симптоматична (вторинна) гіпотензія:
  1. Гостра форма (під час шоку, колапсу).
  2. Хронічна форма.
  3. Форма з вираженим ортостатичним синдромом (зокрема синдром Шая-Дрейджера).

Фізіологічна гіпотензія встановлюється за допомогою відкидання розладів суб'єктивного або об'єктивного характеру. Гіпотензія високої тренованості (гіпотензія у спортсменів) і адаптивна гіпотензія (у жителів високогір'я й спекотного клімату) лише за тієї умови можуть бути віднесені до фізіологічної гіпотензії, якщо у обстежених осіб немає жодних симптомів захворювань. Відрізнити у спортсмена, та й не лише у спортсмена, фізіологічну гіпотензію від початкової стадії ідіопатичної гіпотензії і латентної симптоматичної гіпотензії буває складно, і тут потрібні індивідуальний підхід і комплексне обстеження. Цьому буде сприяти логічний і послідовний аналіз фактів у процесі обстеження хворого.
Лікувальні процедури та діагностичні обстеження призначаються тільки лікарем відповідно до основного захворювання та стану здоров'я хворого.

## Лікування
За хронічних гіпотонічних станів, фармакотерапія має допоміжний характер. В цих випадках застосовують речовини, що збуджують судиноруховий центр — кофеїн, кордіамін, камфору, коразол, препарати групи стрихніну, адреноміметики —- ефедрин, мезатон, фетанол, загальнотонізуючі засоби (препарати лимонника, женьшеню, елеутерококу та ін.), мінералокортикоїди (препарати дезоксикортикостерону), додавання до їжі повареної солі, вживання кави, міцного чаю, фізичні вправи.